# Pterolonchidae
Pterolonchidae är en familj av fjärilar. Pterolonchidae ingår i överfamiljen Gelechioidea, ordningen fjärilar, klassen egentliga insekter, fylumet leddjur och riket djur. Enligt Catalogue of Life omfattar familjen Pterolonchidae 11 arter. 

## Bildgalleri

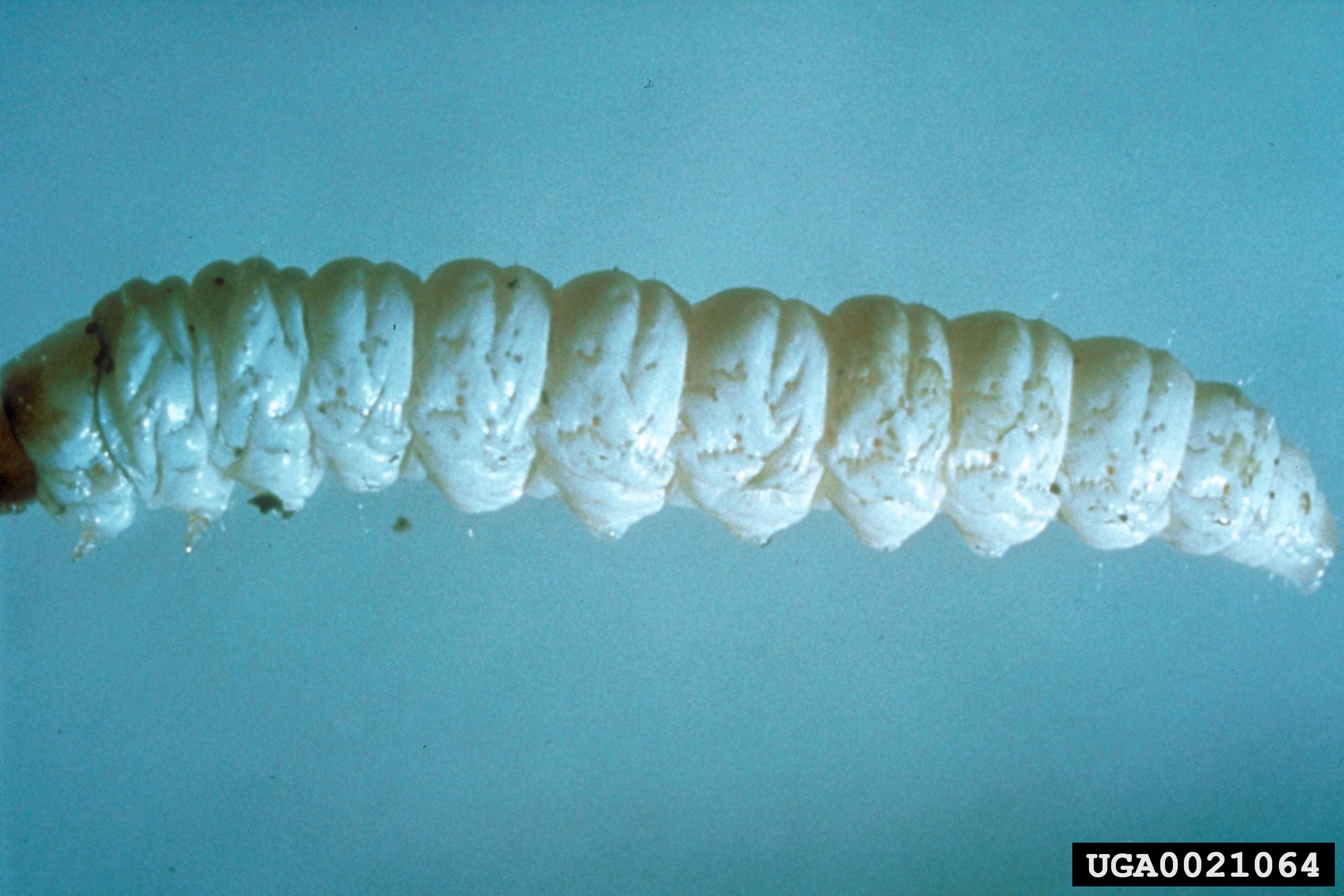

## Dottertaxa till Pterolonchidae, i alfabetisk ordning[1]
| Anathyrsa                   |
| XXAnathyrsa macroxyla       |
| Pterolonche                 |
| XXPterolonche albescens     |
| XXPterolonche benesignata   |
| XXPterolonche gracilis      |
| XXPterolonche inspersa      |
| XXPterolonche kurdistanella |
| XXPterolonche lineata       |
| XXPterolonche lutescentella |
| XXPterolonche pulverulenta  |
| XXPterolonche terebrata     |
| XXPterolonche vallettae     |